# Peter Have
Peter Have, né le 25 septembre 1963 à Copenhague (Danemark), est un homme politique danois, membre des Modérés.

## Biographie
Peter Have est engagé dans les forces armées danoises das les années 1980, et est à ce titre déployé six mois à Fredericia dans le cadre d'une mission des Nations unies. À partir des années 1990, il commence une carrière dans l'hôtellerie-restauration.
En 2022, il s'engage au sein des Modérés, le nouveau parti de l'ancien Premier ministre Lars Løkke Rasmussen, et est élu député au Folketing sous cette étiquette lors des élections législatives du 1er novembre. Après le scrutin, il devient le porte-parole de son groupe parlementaire pour la défense et les transports.